# Friedrich Gottlob Hayne
Friedrich Gottlob Hayne (Jüterbog, 18 marzo 1763 – Berlino, 24 aprile 1832) è stato un botanico e farmacista tedesco.

## Biografia

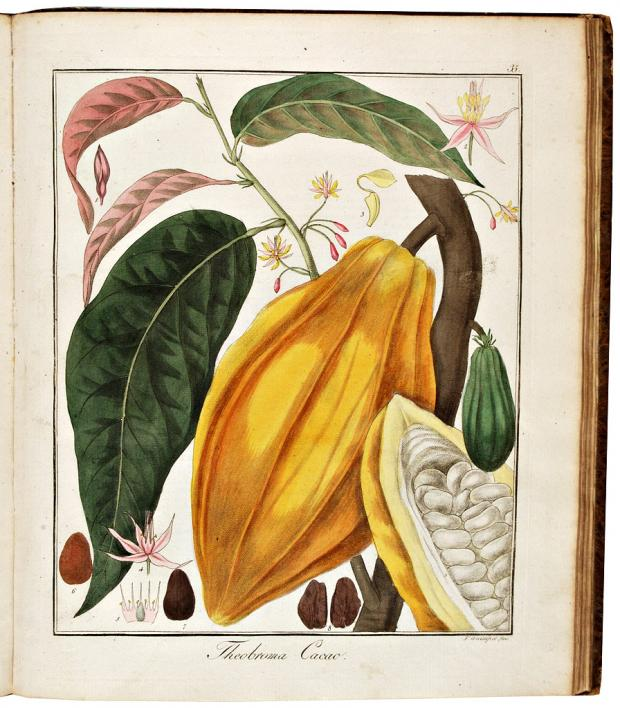
Theobroma cacao
Arzneykunde Gewächse

Hayne dimostrò un precoce interesse per il mondo vegetale. Dal 1778 fino al 1796 lavorò come farmacista a Berlino, dal quale conobbe il botanico Carl Ludwig Willdenow, che all'epoca era anche lui un farmacista di Berlino. Dal 1797 lavorò nelle fabbriche del governo prussiano.
Dal 1801-1808 lavorò a Schönebeck sull'Elba, dove divenne assistente del "Royal Prussian Chemical Factory" (in seguito denominato 'Hermania'), fondata nel 1793 dal farmacista Carl Hermann Samuel ed è stata la prima fabbrica chimica tedesca. Durante il suo soggiorno a Schönebeck studiò la composizione chimica delle piante che raccolse e la flora della regione.
Dopo il Trattato di Tilsit nel 1807, il Regno di Prussia perse circa la metà del suo territorio, compreso tutto il territorio a ovest del fiume Elba. Ciò indusse a Hayne a tornare a Berlino nel 1808. A partire dal 1811 insegnò presso l'Università di Berlino come docente di botanica, e nel 1814 venne nominato professore straordinario. Dopo molti anni di insegnamento, venne nominato professore di Botanica Farmaceutica nel 1828. Oltre alle sue funzioni di docenza condusse numerose escursioni botaniche. Divenne noto per l'uso di una terminologia precisa nelle sue descrizioni delle piante.
Hayne produsse 13 volumi di "Getreue Darstellung und Beschreibung der in der Arzneykunde gebräuchlichen Gewächse" con 48 incisioni di piante farmaceutiche, per lo più fatto da Friedrich Guimpel e Peter Haas. Hayne era un membro onorario della Società di Berlino di Amici di Scienze Naturali.

## Opere
- "Termini botanici iconibus illustrati oder botanische Kunstsprache durch Abbildungen erläutert", 2 volumi (1799–1817)
- "Getreue Darstellung und Beschreibung der in der Arzneykunde gebräuchlichen Gewächse" (1805–1837) 13 volumes, 4to (270 x 225mm), con 1 ritratto litografate e 624 tavole incise colorate a mano, incisa da Friedrich Guimpel (* 1774)[1][2]
- "Choix de Plantes d'Europe, décrites et dessinées d'après nature" - 5 volumes (1802) Johann Friedrich Peter Dreves & Friedrich Gottlob Hayne [3]
- "Getreue Darstellung und Beschreibung der in der Arzneykunde gebräuchlichen Gewächse wie auch solcher, welche mit ihnen verwechselt werden können". 12 Volumes, 1805–1856 (continuato da Johann Friedrich Brandt, Julius Theodor Christian Ratzeburg und Johann Friedrich Klotzsch). Edizione digitale 061:2-135620 dell'Università e biblioteca statali di Düsseldorf
- "Abbildung der deutschen Holzarten für Forstmänner und Liebhaber der Botanik" 2 Volumi, 1815-1820 Edizione digitale 061:2-16551 dell'Università e biblioteca statali di Düsseldorf